# Tingiometra
Tingiometra is een geslacht van wantsen uit de familie van de Tingidae (netwantsen). Het geslacht werd in 2015 beschreven door Ernst Heiss, Victor B. Golub en Joeri Aleksandrovitsj Popov.

## Soorten
Het genus bevat de volgende soorten:

- Tingiometra burmanica Heiss, Golub & Popov, 2015
- Tingiometra pankowskii Golub & Heiss, 2020
- Tingiometra secunda Golub & Heiss, 2020
- Tingiometra yuripopovi Golub & Heiss, 2020